# Кайсма (волость)
Кайсма (эст. Kaisma vald) — упразднённая волость, которая находилась в уезде Пярнумаа на западе Эстонии. Административным центров волости являлся одноимённый посёлок. 27 октября 2009 года волость была объеденена с волостью Вяндра. 1 января 2009 года в волости проживало 566 человек, а плотность составляла 3,1 чел./км².

## Название
Своё название волость получила от своего административного центра — Кайсма. Впервые это название появилось в 1530 году (нем. Caysma).

## Населённый пункты
В волости было 7 деревень:
- Кайсма (эст. Kaisma)
- Кергу (эст. Kergu)
- Кынну (эст. Kõnnu)
- Метсакюла (эст. Metsaküla)
- Метсавере (эст. Metsavere)
- Рахкама (эст. Rahkama)
- Сохлу (эст. Sohlu)

## Сайты
- Официальный сайт волости